# 氘代苯
氘代苯，是一种苯（C6H6) 的氢（"H"）被另一种同位素氘（"D"）取代的形式。氘代苯在核磁共振波谱法当中是一种常用溶剂。